# Жул Бастен
Жул Бастен (на френски: Jules Bastin) е белгийски оперен певец, бас.

## Биография
Той е роден на 18 август 1933 година в Пон, днес част от Малмеди.
Завършва Брюкселската кралска консерватория и дебютира през 1960 година в театъра „Моне“ в Брюксел.
Жул Бастен умира на 2 декември 1996 година във Ватерло.